# Trigonurus bruzasi
Trigonurus bruzasi är en skalbaggsart som beskrevs av Hatch 1957. Trigonurus bruzasi ingår i släktet Trigonurus och familjen kortvingar. Inga underarter finns listade i Catalogue of Life.